# بور (اسدآباد)
بور یک منطقهٔ مسکونی در ایران است که در دهستان دربندرود واقع شده‌است. براساس سرشماری مرکز آمار ایران در سال ۱۳۹۵، بور ۲۷ نفر جمعیت دارد.